# 紅金擬雀鯛
紅金擬雀鯛（學名：Pseudochromis rutilus）為鱸形目鱸亞目擬雀鯛科的其中一種，為熱帶海水魚，分布於印尼海域，深度65-70公尺，本魚體延長，體色為橘褐色至褐色，背鰭硬棘3枚；背鰭軟條26枚；臀鰭硬棘3枚；臀鰭軟條14枚，體長可達7公分，棲息在岩礁或珊瑚礁區，生活習性不明。

## 擴展閱讀
維基物種上的相關：紅金擬雀鯛